# Вильке, Артур
Артур Фриц Вильке (нем. Artur Fritz Wilke; 1 февраля 1910, Хоензальца, Германская империя — 11 мая 1989, Пайне, ФРГ) — гауптштурмфюрер СС, военный преступник. После войны и до своего ареста в 1961 года жил под именем своего погибшего брата Вальтера Вильке и работал учителем в деревне в Нижней Саксонии.

## Биография
Артур Вильке родился 1 февраля 1910 года в семье машиниста Пауля Вильке. С 1915 или 1916 года посещал дошкольное учреждение при лицее для мальчиков в Могильно в округе Позен. В 1920 году переехал с родителями в Штольп в Померании. Там он учился в гимназии. В 1929 году сдал выпускной экзамен. С лета 1929 и до лета 1936 года изучал в университетах Грайфсвальда, Вены и Кёнигсберга теологию, старинные языки и археологию. Сначала Вильке хотел стать теологом, затем специалистом по классическим языкам в высшем учебном заведении и археологом. Он бросил учёбу летом 1936 года и решил стать учителем. С зимнего семестра 1936 и 1937 года  учился в педагогическом колледже в Эльбинге в Западная Пруссия. После трёх семестров весной 1938 года сдал свой первый экзамен по специальности учителя народной школы в Эльбинге. Впоследствии несколько месяцев работал школьным учителем в Ризенберге и Мариенбурге.
1 декабрy 1931 года вступил в НСДАП, но позже вышел из организации. Вильке вступил в партию повторно 1 января 1942 года (билет № 8996144). В 1932 году присоединился к Штурмовым отрядам. Осенью 1938 года был принят в аппарат СД. 1 сентября 1939 года был зачислен в ряды СС. С 1940 года служил в главном управлении СД. В ноябре 1940 года женился, в браке родилось трое детей. В январе 1942 года был переведён в ведомство командира полиции безопасности и СД в Минске, куда прибыл в феврале 1942 года и оставался там до середины декабря 1943 года. Там Вильке стал руководителем антипартизанского подразделения. В основном отвечал за уничтожение евреев в Минской области и руководил операциями в рамках Sonderaktion 1005 в лагере уничтожения Малый Тростенец. С начала 1944 и до августа 1944 года находился в составе боевой группы Баха и Гилле в центральном участке Восточного фронта. До Рождества 1944 года был преподавателем в офицерской школе полиции безопасности в Бад-Рабке. Из Бад-Рабки он через Берлин прибыл в Данциг, где организовал борьбу с русскими парашютными десантниками в Тухелер-Хайде к югу от Данцига. С марта 1945 года участвовал в создании немецкого партизанского движения за фронтом.
В конце апреля 1945 года попал в советский плен в Варене в Мекленбурге, из которого бежал на следующий день. Затем был захвачен в плен американскими войсками к западу от Шверина. Когда Вильке узнал, что эсэсовцы должны быть переданы русским, он снова бежал и получил форму сержанта люфтваффе, в которой был захвачен после капитуляции в Шлезвиг-Гольштейне британцами. Теперь Вильке взял имя своего брата Вальтера Вильке, родившегося 20 мая 1913 года в Хоензальце, который погиб 14 февраля 1943 года после ранения в звании сержанта в противотанковом подразделении в Тосно. С целью обмана обвиняемый подделал свидетельство о демобилизации из вермахта на имя своего погибшего брата Вальтера. После освобождения из английского плена в начале октября 1945 года отправился в Штедердорф, где жила его тетя. До своего ареста в ходе настоящего разбирательства он жил там под именем своего погибшего брата Вальтера Вильке.
В 1947 году подал заявление о приёме на работу в школьную службу Нижней Саксонии под именем и с биографией своего брата, который сдал первый экзамен на получение профессии учителя народной школы в 1937 году, а также второй экзамен в 1940 году. В апреле 1948 года был принят на государственную службу. До своего ареста работал учителем в народной школе в Штедердорфе близ Пайне.
В 1961 году был разоблачён и заключён в тюрьму Санкт Георген. 15 октября 1962 года в земельном суде Кобленца начался так называемый процесс Хойзера против Георга Хойзера, Вильке и 9 других обвиняемых из полиции безопасности и СД в Минске.
21 мая 1963 года за пособничество в убийстве 6600 евреев был приговорён к 10 годам заключения. Ему было предъявлено обвинение в участии в массовых убийствах в Слуцком гетто, в уничтожении Минского гетто и в массовых убийствах в Припятских болотах. Вильке вёл дневник о своих преступлениях, который был обнаружен красноармейцами в лагере уничтожения Малый Тростинец и послужил доказательством на суде. В нём, например, он отметил, что в начале февраля 1943 года принимал участие в убийстве узников в Слуцком гетто. В апреле 1968 года был досрочно освобождён, вернулся в Штердердорфе, где и умер в 1989 году.